# Odontoscion xanthops
 Odontoscion xanthops  ist eine Art aus der Familie der Umberfische (Sciaenidae), die an der amerikanischen Pazifik-Küste vom Golf von Kalifornien bis Peru vorkommt.

## Merkmale
Odontoscion xanthops ist ein kleiner Fisch von bis zu 30 cm Länge mit schlankem, länglichem, seitlich abgeflachtem Körper. Die Tiere sind bräunlich mit silbrigem Glanz und metallisch-bläulichem Rücken. Die dunklen Zentren der Schuppen bilden braune Längsstreifen, die unterhalb der Seitenlinie gerade und darüber im hinteren Bereich nach oben gebogen verlaufen. Auf der Seitenlinie liegen 48 bis 50 Schuppen mit Poren. Jungtiere sind silbrig mit deutlichem, braunem Mittelstreifen und engeren, den Schuppenreihen folgenden Streifen. Das Auge ist groß. Die Schnauze ist zugespitzt, das Maul groß mit hängenden Mundwinkeln und leicht vorstehendem Unterkiefer. Die äußere Zahnreihe des Oberkiefers ist leicht vergrößert, im Unterkiefer stehen vorne meist zwei vergrößerte Fangzähne. Der Rand des Präoperkulums weist keine Zähnung auf. Die Kiemenreuse weist 21 bis 23 Dornen auf, davon 14 bis 16 am unteren Arm des ersten Bogens.
Die Flossen sind zu den Enden dunkler werdend schwärzlich. Die Brustflosse hat 14 bis 16 Strahlen. Der vordere Teil der Rückenflosse weist 11 oder zwölf Hartstrahlen auf, der hintere Teil hat einen Hart- und 25 bis 27 Weichstrahlen. Von den beiden Hartstrahlen der Afterflosse ist der hintere der längste Strahl der Flosse, auf ihn folgen 8 oder 9 Weichstrahlen. Die weichbestrahlten Teile der Rücken- und Afterflosse haben eine beschuppte Einfassung. Die Schwanzflosse endet gerade oder leicht gerundet.

## Lebensweise
Die Tiere leben in Schulen in flachen Küstenbereichen über felsigen Riffen, dringen aber auch in das Brackwasser von Flussmündungen vor. Als Nahrung dienen ihnen Krustentiere, kleine Fische und Zooplankton.